# Еждер Ісмаїлов
Еждер Ісмаїлов (23 квітня 1938 , Чомахтурd, Нахічеванська Автономна Радянська Соціалістична Республіка  — 13 березня 2022 , Баку ) — азербайджанський вчений, доктор філ. наук, професор, один із 91 найбільш активних засновників партії «Новий Азербайджан».

## Біографія
Еждер Ісмаїлов народився 23 квітня 1938 року в селі Чомахтур, Шарурського району НАР. 1961 року закінчив філологічний факультет Азербайджанського Державного університету. У 1963-1965-х роках навчався на режисерському факультеті Азербайджанського театрального інституту, був студентом режисерів Мехді Мамедова та Рзи Тахмасіба.
У 1961-1977-х роках був учителем, директором Чомахтурської сільської школи, співробітником газети «Шарггаписи», з 1977 по 1994-і роки викладачем, старшим викладачем, доцентом, професором Нахчиванського Державного університету.

## Діяльність

### Наукова діяльність
У 1982 році був дисертантом Інституту літератури імені Нізамі Академії наук Азербайджанської РСР. У 1974 році, під керівництвом віце-президента Академії наук академіка Дадашзаде Аріфа Мамедогли, захистив кандидатську дисертацію на тему "Історичні драми Гусейна Джавіда («Пророк», «Топал Теймур», «Саявуш», «Хаям»).
З 1982-го року розпочав роботу над докторською дисертацією на тему: «Творчість Гусейна Джавіда і демонічні традиції у світовій літературі.» У цьому дослідженні, він виступив проти наукових положень тих, хто пов'язував виникнення азербайджанського романтизму з подіями 1905-1917-х років. Дослідник Е.Ісмаїлов довів, що романтизм Гусейна Джавіда сходить до філософії заорастизму («Авеста»), а художньо-естетична значимість його творчості, розглядається в контексті турецької «Танзиматської літератури» та традицій демонізму світил світової літератури. У цій книзі, спадщина Г.Джавіда констатується як продовження традицій демонізму світового романтизму. Еждер Ісмаїлов, розкриваючи ідейно-філософське, художньо-міфологічне коріння творчості Г.Джавіда, показав національно-специфічні і загальнолюдські особливості в ньому.
Е. Ісмаїлов в цій докторській дисертації дав відповідь тим нашим відомим вченим, хто не бачив Г.Джавіда серед світових корифеїв і не зміг сприйняти демонологічну філософію. Яскравий приклад — це позитивні відгуки на захисті п'ятьох відомих вчених у світовій літературі, запрошених із Москви та Грузії. Особливо цікаві висловлювання офіційного опонента з Москви А. Л. Штейна: «Ми, експерти з романтичної літератури, до цього часу вважали, що світовий романтизм закінчився вже в XIX столітті. Виявляється, що у ХХ столітті творив такий геніальний майстер як Гусейн Джавід.» Цими словами вчений дав відповідь тим, хто перешкоджав на шляху до захисту дисертації, в якій вперше у радянській літературі і філософії розповідається про проблему демонізму і її філософсько-естетичну цінність.

### Педагогічна діяльність
У 1961 році після закінчення АДУ розпочав педагогічну діяльність у рідному селі Чомахтур в восьмирічній школі.
Як вчитель Чомахтурської восьмирічної школи він у 1974—1977 навчальних роках, з особистої ініціативи домігся переходу школи в загальноосвітню. Це була двоповерхова будівля з сучасним обладнанням, де він працював директором.
У 1977 році Е.Ісмаїлов на запрошення Комітету партії автономної республіки розпочав працювати в Нахчиванському Державному педагогічному інституті ім. Ю. Мамедалієва. Е.Ісмаїлов у період з 1977 по 1994 роки почав працювати викладачем на кафедрі літератури, а потім професором інституту.

### Суспільно— політична діяльність
В першому номері військово-фронтової газети «Шарурдоюшур», яка була заснована в листопаді 1990 року, опублікував статтю «Імператорське військо на Нахічеванському кордоні», де викрив окупантську політику Кремля.
Напередодні виборів Президента Азербайджанської Республіки 21 квітня 1992 року він організував мітинг мешканців Шарура і висунув кандидатуру Гейдара Алієва. 22 квітня 1992 року про рішення населення Шарура проінформували товариство «Еліндже», яке сильно допомагало воюючій Нахчивані.
24 квітня 1992 року перед будівлею Верховної Ради відбувся історичний мітинг. Е.Ісмаїлов, як один з організаторів мітингу, у своєму першому виступі закликав людей бути пильними і згуртуватися навколо Гейдара Алієва для запобігання майбутніх трагедій.
Після мітингу Е.Ісмаїлов, на запрошення Гейдара Алієва, поїхав до лідера в Нахчиван. Він розповів йому про критичні політичні події в Баку. На зустрічі він запропонував створити нову партію, як єдиний вихід з хаосу.
З цією метою в серпні 1992 року він створив ініціативну групу «Прихильники Гейдара Алієва» в складі інтелігенції Шарурского району, розбив територію району на округи та за декілька місяців вніс до списку більше тридцяти двох тисяч однодумців. Ця діяльність шаруровців стала історичною основою установчої конференції партії «Новий Азербайджан», яка пройшла 21 листопада 1992 року в місті Нахчиван.
9 грудня 1992 року Е.Ісмаїлов розкрив всенародну сутність Нової Азербайджанської Партії, виступивши в газеті «Сес» з заявою, що «Лідером нашої партії є народ».
12 грудня 1992 року Е.Ісмаїлов створив ініціативну групу «Прибічники Гейдара Алієва» в місті Нахчиван.
4 жовтня 1994 року в Баку Е.Ісмаїлов в президентському апараті особисто готував необхідні заходи для запобігання спроб державного перевороту .Тут треба ще раз згадати про його визначну роль у проведенні відомого мітингу 24 квітня 1992 року перед будівлею Верховної Ради.
Загальнонародна любов до Гейдара Алієва врятувала владу, все погане залишилося позаду. Наступного дня о 6-ій годині ранку Гейдар Алієв вийшов з робочого кабінету, його супроводжували троє: Шейхуліслам Гаджи Аллахшукур Пашазаде, Джалал Алієв та Еждер Ісмаїлов.
5 жовтня 1994 рокуза наказом Гейдара Алієва пройшов мітинг на площі Азадлиг, на якому були присутні сотні тисяч людей. Е. Ісмаїлов був одним із організаторів цього мітингу, який був присвячений засудженню спроб державного перевороту.

## Твори

### Наукові монографії
- «Традиції світового романтизму та Гусейн Джавід». Баку: Язичи, 1982, 220 стор.
- «Традиції Гусейна Джавіда в азербайджанській радянській літературі» — методичний покажчик. Баку — 1990 (Видавався за наказом Міністерства Освіти від 03.04.90 55 стор.)
- «Творчість Гусейна Джавіда та традиції демонізму в світовій літературі». Баку: Елм, 1991. 224 стор.
- «Тюркські племена Древньої Передньої Азії і Переднього Кавказу» (Вірмени і грузини на території Кавказької Огузської Албанії). Баку, «Нурлан». 2008,799 с. (1 видання 2006 р.) (Видавалося за рішенням Наукової Ради Інституту Історії імені А.Бакіханова).
- «Творчість Гусейна Джавіда і традиції демонізму в світовій літературі». Б. «Ельмветехсил», 2015. 296 стор.
- «Моісей Хоренатсі–анонімний автор монах». Баку. «Ельмветахсил» 2016. 127 стор.
- «Месроп Мащтос не творець алфавіту, а шахрай, анонімний монах». Б."Эльмветехсил" 2017. 143 стор.

### Вибрані статті та інтерв'ю
- Перед 250-річчям від дня народження Молли Панах Вагіфа — Співаккраситалюбові — Східні ворота. 05 вересня 1968 року, 4 с.
- Деякі особливості Джавідського театру — Гобустан 1972 № 4 s. 16-20 с.
- Деякі особливості історичних драм Гусейна Джавіда — Х наукова сесія вченої ради АН. Баку, 1973. З 25 по 28.
- Проблема народу та героя — «Улдуз» 1973, № 5С. 62-64
- Проблема вільної жінки у творчості Гусейна Джавіда — журнал «Азербайджан» 1973, № 7.
- Гусейн Джавід і Шекспір (Диявол — Отелло) — журнал «Эльмве хаят». 1976 № 9, С. 22-24.
- Гусейн Джавід і Байрон-журнал науки і життя, 1980, N1. ст.35-38.
- Гусейн Джавід і Гете — журнал «Эльмвехаят», 1980 № 1, С. 35-38.
- Гусейн Джавід і Шекспір — Гобустан, 1981 № 1 С.15-17.
- Джавід, Джаббарли і Азербайджанський радянський театр-газета Азербайджан муаллими, № 65 (3159) 15.08.1979.
- Слідами одного міфу. Газета Рада Нахчивані. 27.01.1980.
- Вірування сонцю в Азербайджані — газета Рада Нахчивані № 176 (12999) 07.26.1981.
- Весняне свято наших великих предків — газ. Рада Нахчивані. 18.03.1986.
- Наш шлях — дорога істини! — Шарурджабхаси — 26 січня 1990, № 4-5 с 2.
- Куди веде наш шлях — Газ. Шарк гаписи. 30 червня 1990, ст..3.
- Ісламський фундаменталізм: вигадки, істини. — газ. Шаркгаписи. — № 215. (15.755) 22 вересня 1990, стор. 2-3.
- Війська Російської імперії на кордоні Шарура — Фронтовий бюлетень Шарура — Шарурметбеесі, 1991 грудня № 1.
- Сучасний стан минулого Седерека — жур. «Азербайджан». 1991, N 11.